# RRRの受賞とノミネートの一覧
『RRR』（アールアールアール、原題: RRR）は、2022年のインドのテルグ語叙事詩的ミュージカルアクション映画。監督・脚本はS・S・ラージャマウリ、原案はV・ヴィジャエーンドラ・プラサードが手掛けている。実在の独立運動指導者コムラム・ビームとアッルーリ・シータラーマ・ラージュを主人公とし、2人が歴史上に登場する以前の空白の時代を舞台に、2人がイギリス領インド帝国に戦いを挑む姿を描いた作品で、N・T・ラーマ・ラオ・ジュニア、ラーム・チャラン、アジャイ・デーヴガン、アーリヤー・バット、シュリヤ・サラン、サムドラカニ、レイ・スティーヴンソン、アリソン・ドゥーディ、オリヴィア・モリスが出演している。
歴代のインド映画として最も高額となる55億ルピーの製作費が投じられ、2022年3月25日に公開された。テルグ語圏のアーンドラ・プラデーシュ州とテランガーナ州では41億5000万ルピーの興行収入を記録し、ラージャマウリの前作『バーフバリ 王の凱旋』を抜いて歴代最高興行成績を記録した。海外市場を合わせた合計興行収入は120億～125億8000万ルピーを記録し、インド映画歴代興行成績第3位、テルグ語映画歴代興行成績第2位にランクインした。
『RRR』は、多くの映画賞の幅広い部門で受賞・ノミネートされている。第69回国家映画賞では健全な娯楽を提供する大衆映画賞を含めて6部門受賞した。第94回ナショナル・ボード・オブ・レビュー賞では年間トップ10に選出され、非英語作品として史上2本目のランクインを果たした。第80回ゴールデングローブ賞では挿入歌の「ナートゥ・ナートゥ」がアジア映画・インド映画として初めて主題歌賞を受賞し、第95回アカデミー賞でも歌曲賞を受賞している。

## 受賞・ノミネート

### インドの賞
| 映画賞                                               | 授賞日            | 部門                           | 対象                                                                   | 結果       | 出典          |
| ---------------------------------------------------- | ----------------- | ------------------------------ | ---------------------------------------------------------------------- | ---------- | ------------- |
| CNN-News18 インディアン・オブ・ザ・イヤー            | 2022年 10月12日   | エンターテインメント賞         | 『RRR』製作チーム                                                      | ノミネート | [ 12 ]        |
| 第21回サントーシャム南インド映画賞                   | 2022年 12月26日   | 作詞家賞                       | - スッダーラー・アショーク・テージャ - 「Komuram Bheemudo」            | 受賞       |               |
| 第21回サントーシャム南インド映画賞                   | 2022年 12月26日   | 台詞賞                         | サーイ・マーダヴ・ブッラ                                               | 受賞       |               |
| ニコロデオン・キッズ・チョイス・アワード・インディア | 2023年 6月28日    | 南インド映画部門作品賞         | 『RRR』                                                                | ノミネート | [ 13 ]        |
| ニコロデオン・キッズ・チョイス・アワード・インディア | 2023年 6月28日    | 南インド映画部門主演男優賞     | N・T・ラーマ・ラオ・ジュニア                                           | ノミネート | [ 13 ]        |
| ニコロデオン・キッズ・チョイス・アワード・インディア | 2023年 6月28日    | 南インド映画部門主演男優賞     | ラーム・チャラン                                                       | ノミネート | [ 13 ]        |
| ニコロデオン・キッズ・チョイス・アワード・インディア | 2023年 6月28日    | 南インド映画部門歌曲賞         | 「ナートゥ・ナートゥ」                                                 | 受賞       | [ 13 ]        |
| ニコロデオン・キッズ・チョイス・アワード・インディア | 2023年 6月28日    | 歌手賞                         | - カーラ・バイラヴァ - 「ナートゥ・ナートゥ」                          | ノミネート | [ 13 ]        |
| 第11回南インド国際映画賞                             | 2023年 9月15-16日 | 作品賞                         | 『RRR』                                                                | ノミネート | [ 14 ] [ 15 ] |
| 第11回南インド国際映画賞                             | 2023年 9月15-16日 | 監督賞                         | S・S・ラージャマウリ                                                   | 受賞       | [ 14 ] [ 15 ] |
| 第11回南インド国際映画賞                             | 2023年 9月15-16日 | 主演男優賞                     | N・T・ラーマ・ラオ・ジュニア                                           | 受賞       | [ 14 ] [ 15 ] |
| 第11回南インド国際映画賞                             | 2023年 9月15-16日 | 主演男優賞                     | ラーム・チャラン                                                       | ノミネート | [ 14 ] [ 15 ] |
| 第11回南インド国際映画賞                             | 2023年 9月15-16日 | 男性プレイバックシンガー賞     | - カーラ・バイラヴァ - 「Komuram Bheemudo」                            | ノミネート | [ 14 ] [ 15 ] |
| 第11回南インド国際映画賞                             | 2023年 9月15-16日 | 男性プレイバックシンガー賞     | - ラーフル・シプリガンジ - カーラ・バイラヴァ - 「ナートゥ・ナートゥ」 | ノミネート | [ 14 ] [ 15 ] |
| 第11回南インド国際映画賞                             | 2023年 9月15-16日 | 女性プレイバックシンガー賞     | - プラクルティ・レッディ - 「Komma Uyyala」                            | ノミネート | [ 14 ] [ 15 ] |
| 第11回南インド国際映画賞                             | 2023年 9月15-16日 | 音楽監督賞                     | M・M・キーラヴァーニ                                                   | 受賞       | [ 14 ] [ 15 ] |
| 第11回南インド国際映画賞                             | 2023年 9月15-16日 | 作詞家賞                       | - チャンドラボース - 「ナートゥ・ナートゥ」                            | 受賞       | [ 14 ] [ 15 ] |
| 第11回南インド国際映画賞                             | 2023年 9月15-16日 | 作詞家賞                       | - スッダーラー・アショーク・テージャ - 「Komuram Bheemudo」            | ノミネート | [ 14 ] [ 15 ] |
| 第11回南インド国際映画賞                             | 2023年 9月15-16日 | 撮影賞                         | K・K・センティル・クマール                                             | 受賞       | [ 14 ] [ 15 ] |
| 第69回国家映画賞                                     | 2023年 10月17日   | 健全な娯楽を提供する大衆映画賞 | 『RRR』                                                                | 受賞       | [ 7 ]         |
| 第69回国家映画賞                                     | 2023年 10月17日   | 音楽監督賞（背景音楽部門）     | M・M・キーラヴァーニ                                                   | 受賞       | [ 7 ]         |
| 第69回国家映画賞                                     | 2023年 10月17日   | 男性プレイバックシンガー賞     | - カーラ・バイラヴァ - 「Komuram Bheemudo」                            | 受賞       | [ 7 ]         |
| 第69回国家映画賞                                     | 2023年 10月17日   | 特殊効果賞                     | V・スリニヴァス・モハン                                                | 受賞       | [ 7 ]         |
| 第69回国家映画賞                                     | 2023年 10月17日   | 振付賞                         | - プレム・ラクシータ - 「ナートゥ・ナートゥ」                          | 受賞       | [ 7 ]         |
| 第69回国家映画賞                                     | 2023年 10月17日   | アクション監督賞               | キング・ソロモン                                                       | 受賞       | [ 7 ]         |
| 第68回フィルムフェア賞 南インド映画部門              | 2024年 7月11日    | 作品賞                         | 『RRR』                                                                | 受賞       | [ 16 ] [ 17 ] |
| 第68回フィルムフェア賞 南インド映画部門              | 2024年 7月11日    | 監督賞                         | S・S・ラージャマウリ                                                   | 受賞       | [ 16 ] [ 17 ] |
| 第68回フィルムフェア賞 南インド映画部門              | 2024年 7月11日    | 主演男優賞                     | N・T・ラーマ・ラオ・ジュニア                                           | 受賞       | [ 16 ] [ 17 ] |
| 第68回フィルムフェア賞 南インド映画部門              | 2024年 7月11日    | 主演男優賞                     | ラーム・チャラン                                                       | 受賞       | [ 16 ] [ 17 ] |
| 第68回フィルムフェア賞 南インド映画部門              | 2024年 7月11日    | 助演男優賞                     | アジャイ・デーヴガン                                                   | ノミネート | [ 16 ] [ 17 ] |
| 第68回フィルムフェア賞 南インド映画部門              | 2024年 7月11日    | 音楽アルバム賞                 | M・M・キーラヴァーニ                                                   | 受賞       | [ 16 ] [ 17 ] |
| 第68回フィルムフェア賞 南インド映画部門              | 2024年 7月11日    | 作詞賞                         | - スッダーラー・アショーク・テージャ - 「Komuram Bheemudo」            | ノミネート | [ 16 ] [ 17 ] |
| 第68回フィルムフェア賞 南インド映画部門              | 2024年 7月11日    | 男性プレイバックシンガー賞     | - カーラ・バイラヴァ - 「Komuram Bheemudo」                            | 受賞       | [ 16 ] [ 17 ] |
| 第68回フィルムフェア賞 南インド映画部門              | 2024年 7月11日    | 男性プレイバックシンガー賞     | - カーラ・バイラヴァ - ラーフル・シプリガンジ - 「ナートゥ・ナートゥ」 | ノミネート | [ 16 ] [ 17 ] |
| 第68回フィルムフェア賞 南インド映画部門              | 2024年 7月11日    | 女性プレイバックシンガー賞     | - プラクルティ・レッディ - 「Komma Uyyala」                            | ノミネート | [ 16 ] [ 17 ] |
| 第68回フィルムフェア賞 南インド映画部門              | 2024年 7月11日    | 撮影賞                         | K・K・センティル・クマール                                             | 受賞       | [ 16 ] [ 17 ] |
| 第68回フィルムフェア賞 南インド映画部門              | 2024年 7月11日    | 振付賞                         | - プレム・ラクシータ - 「ナートゥ・ナートゥ」                          | 受賞       | [ 16 ] [ 17 ] |
| 第68回フィルムフェア賞 南インド映画部門              | 2024年 7月11日    | 美術賞                         | サーブ・シリル                                                         | 受賞       | [ 16 ] [ 17 ] |
| 第1回テランガーナ・ガッダル映画賞                    | 2025年 6月14日    | 第1位作品賞                    | 『RRR』                                                                | 受賞       | [ 18 ]        |

### 海外の賞
| 映画賞                                                   | 授賞式          | 部門                                     | 対象                                                                                          | 結果       | 出典          |
| -------------------------------------------------------- | --------------- | ---------------------------------------- | --------------------------------------------------------------------------------------------- | ---------- | ------------- |
| 第5回ハリウッド批評家協会ミッドシーズン映画賞            | 2022年 7月1日   | 作品賞                                   | 『RRR』                                                                                       | 次点       | [ 19 ]        |
| 50周年記念サターン賞                                     | 2022年 10月25日 | 国際映画賞                               | 『RRR』                                                                                       | 受賞       | [ 20 ] [ 21 ] |
| 50周年記念サターン賞                                     | 2022年 10月25日 | アクション/アドベンチャー映画賞          | 『RRR』                                                                                       | ノミネート | [ 20 ] [ 21 ] |
| 50周年記念サターン賞                                     | 2022年 10月25日 | 監督賞                                   | S・S・ラージャマウリ                                                                          | ノミネート | [ 20 ] [ 21 ] |
| 第13回ハリウッド・ミュージック・イン・メディア・アワード | 2022年 11月16日 | 外国語インディペンデント映画部門作曲賞   | M・M・キーラヴァーニ                                                                          | ノミネート | [ 22 ]        |
| 第13回ハリウッド・ミュージック・イン・メディア・アワード | 2022年 11月16日 | オンスクリーン・パフォーマンス部門歌曲賞 | - ラーフル・シプリガンジ - カーラ・バイラヴァ - 「ナートゥ・ナートゥ」                        | ノミネート | [ 22 ]        |
| 第88回ニューヨーク映画批評家協会賞                       | 2022年 12月2日  | 監督賞                                   | S・S・ラージャマウリ                                                                          | 受賞       | [ 23 ]        |
| アトランタ映画批評家協会賞                               | 2022 12月5日    | 外国語映画賞                             | 『RRR』                                                                                       | 受賞       | [ 24 ] [ 25 ] |
| アトランタ映画批評家協会賞                               | 2022 12月5日    | 作品賞トップ10                           | 『RRR』                                                                                       | 第5位      | [ 24 ] [ 25 ] |
| 第94回ナショナル・ボード・オブ・レビュー賞               | 2022年 12月8日  | 作品賞トップ10                           | 『RRR』                                                                                       | 受賞       | [ 26 ]        |
| 第22回ニューヨーク映画批評家オンライン賞                 | 2022年 12月11日 | 作品賞トップ10                           | 『RRR』                                                                                       | 受賞       | [ 27 ]        |
| 第48回ロサンゼルス映画批評家協会賞                       | 2022年 12月11日 | 監督賞                                   | S・S・ラージャマウリ                                                                          | 次点       | [ 28 ]        |
| 第48回ロサンゼルス映画批評家協会賞                       | 2022年 12月11日 | 音楽賞                                   | M・M・キーラヴァーニ                                                                          | 受賞       | [ 28 ]        |
| 第43回ボストン映画批評家協会賞                           | 2022年 12月11日 | 音楽賞                                   | M・M・キーラヴァーニ                                                                          | 受賞       | [ 29 ]        |
| 第31回サウスイースタン映画批評家協会賞                   | 2022年 12月12日 | 外国語映画賞                             | 『RRR』                                                                                       | 受賞       | [ 30 ]        |
| 第31回サウスイースタン映画批評家協会賞                   | 2022年 12月12日 | 作品賞トップ10                           | 『RRR』                                                                                       | 第6位      | [ 30 ]        |
| 第26回ラスベガス映画批評家協会賞                         | 2022年 12月12日 | 外国語映画賞                             | 『RRR』                                                                                       | ノミネート | [ 31 ]        |
| 第26回ラスベガス映画批評家協会賞                         | 2022年 12月12日 | 歌曲賞                                   | 「ナートゥ・ナートゥ」                                                                        | ノミネート | [ 31 ]        |
| 第26回ラスベガス映画批評家協会賞                         | 2022年 12月12日 | 撮影賞                                   | K・K・センティル・クマール                                                                    | ノミネート | [ 31 ]        |
| 第21回ワシントンD.C.映画批評家協会賞                     | 2022年 12月12日 | 外国語映画賞                             | 『RRR』                                                                                       | ノミネート | [ 32 ]        |
| 第35回シカゴ映画批評家協会賞                             | 2022年 12月14日 | 監督賞                                   | S・S・ラージャマウリ                                                                          | ノミネート | [ 33 ]        |
| 第35回シカゴ映画批評家協会賞                             | 2022年 12月14日 | 作曲賞                                   | M・M・キーラヴァーニ                                                                          | ノミネート | [ 33 ]        |
| 第35回シカゴ映画批評家協会賞                             | 2022年 12月14日 | 外国語映画賞                             | 『RRR』                                                                                       | ノミネート | [ 33 ]        |
| 第35回シカゴ映画批評家協会賞                             | 2022年 12月14日 | 視覚効果賞                               | 『RRR』                                                                                       | ノミネート | [ 33 ]        |
| 第17回ダブリン映画批評家協会賞                           | 2022年 12月15日 | 作品賞                                   | 『RRR』                                                                                       | 第7位      | [ 34 ]        |
| 第17回ダブリン映画批評家協会賞                           | 2022年 12月15日 | 監督賞                                   | S・S・ラージャマウリ                                                                          | 第7位      | [ 34 ]        |
| 第23回フェニックス映画批評家協会賞                       | 2022年 12月16日 | 外国語映画賞                             | 『RRR』                                                                                       | 受賞       | [ 35 ]        |
| 第23回フェニックス映画批評家協会賞                       | 2022年 12月16日 | 監督賞                                   | S・S・ラージャマウリ                                                                          | ノミネート | [ 35 ]        |
| 第23回フェニックス映画批評家協会賞                       | 2022年 12月16日 | 撮影賞                                   | K・K・センティル・クマール                                                                    | ノミネート | [ 35 ]        |
| 黒人映画批評家協会賞                                     | 2022年 12月17日 | 外国語映画賞                             | 『RRR』                                                                                       | 受賞       | [ 36 ]        |
| 黒人映画批評家協会賞                                     | 2022年 12月17日 | 作品賞トップ10                           | 『RRR』                                                                                       | 第5位      | [ 36 ]        |
| フィラデルフィア映画批評家協会賞                         | 2022年 12月17日 | フィリップス・ステーキ・チーズステーキ賞 | 『RRR』                                                                                       | 次点       | [ 37 ]        |
| フィラデルフィア映画批評家協会賞                         | 2022年 12月17日 | 外国語映画賞                             | 『RRR』                                                                                       | 受賞       | [ 37 ]        |
| フィラデルフィア映画批評家協会賞                         | 2022年 12月17日 | 音楽賞                                   | 『RRR』                                                                                       | 受賞       | [ 37 ]        |
| フィラデルフィア映画批評家協会賞                         | 2022年 12月17日 | 撮影賞                                   | K・K・センティル・クマール                                                                    | 受賞       | [ 37 ]        |
| 第21回ユタ映画批評家協会賞                               | 2022年 12月17日 | 監督賞                                   | S・S・ラージャマウリ                                                                          | 次点       | [ 38 ]        |
| 第21回ユタ映画批評家協会賞                               | 2022年 12月17日 | 外国語映画賞                             | 『RRR』                                                                                       | 受賞       | [ 38 ]        |
| 第19回セントルイス映画批評家協会賞                       | 2022年 12月18日 | アクション映画賞                         | 『RRR』                                                                                       | ノミネート | [ 39 ]        |
| 第19回セントルイス映画批評家協会賞                       | 2022年 12月18日 | 外国語映画賞                             | 『RRR』                                                                                       | ノミネート | [ 39 ]        |
| 第19回セントルイス映画批評家協会賞                       | 2022年 12月18日 | 視覚効果賞賞                             | V・スリニヴァス・モハン                                                                       | ノミネート | [ 39 ]        |
| 第19回セントルイス映画批評家協会賞                       | 2022年 12月18日 | ベストシーン賞                           | 肩車シークエンス                                                                              | ノミネート | [ 39 ]        |
| ノーステキサス映画批評家協会賞                           | 2022年 12月18日 | 外国語映画賞                             | 『RRR』                                                                                       | 受賞       | [ 40 ]        |
| 女性映画批評家オンライン協会賞                           | 2022年 12月20日 | 国際長編映画賞                           | 『RRR』                                                                                       | 受賞       | [ 41 ]        |
| 女性映画批評家オンライン協会賞                           | 2022年 12月20日 | スタント賞                               | 『RRR』                                                                                       | 受賞       | [ 41 ]        |
| 女性映画批評家オンライン協会賞                           | 2022年 12月20日 | 視覚効果賞                               | 『RRR』                                                                                       | ノミネート | [ 41 ]        |
| 第27回フロリダ映画批評家協会賞                           | 2022年 12月22日 | 美術監督/プロダクションデザイン賞        | 『RRR』                                                                                       | ノミネート | [ 42 ]        |
| 第27回フロリダ映画批評家協会賞                           | 2022年 12月22日 | 国際映画賞                               | 『RRR』                                                                                       | ノミネート | [ 42 ]        |
| 第16回EDA賞                                              | 2023年 1月5日   | 非英語作品賞                             | 『RRR』                                                                                       | 受賞       | [ 43 ]        |
| 第27回サンディエゴ映画批評家協会賞                       | 2023年 1月6日   | 外国語映画賞                             | 『RRR』                                                                                       | ノミネート | [ 44 ] [ 45 ] |
| 第18回オースティン映画批評家協会賞                       | 2023年 1月10日  | 監督賞                                   | S・S・ラージャマウリ                                                                          | ノミネート | [ 46 ] [ 47 ] |
| 第18回オースティン映画批評家協会賞                       | 2023年 1月10日  | 国際映画賞                               | 『RRR』                                                                                       | ノミネート | [ 46 ] [ 47 ] |
| 第18回オースティン映画批評家協会賞                       | 2023年 1月10日  | 編集賞                                   | A・シュリーカル・プラサード                                                                   | ノミネート | [ 46 ] [ 47 ] |
| 第18回オースティン映画批評家協会賞                       | 2023年 1月10日  | 作曲賞                                   | M・M・キーラヴァーニ                                                                          | ノミネート | [ 46 ] [ 47 ] |
| 第18回オースティン映画批評家協会賞                       | 2023年 1月10日  | スタント・コーディネーター賞             | ニック・パウエル                                                                              | 受賞       | [ 46 ] [ 47 ] |
| 第80回ゴールデングローブ賞                               | 2023年 1月10日  | 主題歌賞                                 | - M・M・キーラヴァーニ - チャンドラボース - 「ナートゥ・ナートゥ」                            | 受賞       | [ 48 ]        |
| 第80回ゴールデングローブ賞                               | 2023年 1月10日  | 外国語映画賞                             | 『RRR』                                                                                       | ノミネート | [ 48 ]        |
| 第12回ジョージア映画批評家協会賞                         | 2023年 1月13日  | 作品賞                                   | 『RRR』                                                                                       | ノミネート | [ 49 ] [ 50 ] |
| 第12回ジョージア映画批評家協会賞                         | 2023年 1月13日  | 国際映画賞                               | 『RRR』                                                                                       | 受賞       | [ 49 ] [ 50 ] |
| 第12回ジョージア映画批評家協会賞                         | 2023年 1月13日  | 歌曲賞                                   | - M・M・キーラヴァーニ - カーラ・バイラヴァ - ラーフル・シプリガンジ - 「ナートゥ・ナートゥ」 | 次点       | [ 49 ] [ 50 ] |
| 第28回クリティクス・チョイス・アワード                   | 2023年 1月15日  | 作品賞                                   | 『RRR』                                                                                       | ノミネート | [ 51 ]        |
| 第28回クリティクス・チョイス・アワード                   | 2023年 1月15日  | 監督賞                                   | S・S・ラージャマウリ                                                                          | ノミネート | [ 51 ]        |
| 第28回クリティクス・チョイス・アワード                   | 2023年 1月15日  | 歌曲賞                                   | 「ナートゥ・ナートゥ」                                                                        | 受賞       | [ 51 ]        |
| 第28回クリティクス・チョイス・アワード                   | 2023年 1月15日  | 視覚効果賞                               | 『RRR』                                                                                       | ノミネート | [ 51 ]        |
| 第28回クリティクス・チョイス・アワード                   | 2023年 1月15日  | 外国語映画賞                             | 『RRR』                                                                                       | 受賞       | [ 51 ]        |
| 第7回シアトル映画批評家協会賞                            | 2023年 1月17日  | アクション振付賞                         | 『RRR』                                                                                       | 受賞       | [ 52 ]        |
| 第7回シアトル映画批評家協会賞                            | 2023年 1月17日  | 非英語作品賞                             | 『RRR』                                                                                       | ノミネート | [ 52 ]        |
| 第7回シアトル映画批評家協会賞                            | 2023年 1月17日  | 視覚効果賞                               | - V・スリニヴァス・モハン - ピート・ドレイパー - ダニエル・フレンチ                           | ノミネート | [ 52 ]        |
| カンザスシティ映画批評家協会賞                           | 2023年 1月22日  | 作曲賞                                   | 『RRR』                                                                                       | 受賞       | [ 53 ]        |
| カンザスシティ映画批評家協会賞                           | 2023年 1月22日  | 外国語映画賞                             | 『RRR』                                                                                       | 受賞       | [ 53 ]        |
| 第26回オンライン映画批評家協会賞                         | 2023年 1月23日  | 作品賞                                   | 『RRR』                                                                                       | 第6位      | [ 54 ]        |
| 第26回オンライン映画批評家協会賞                         | 2023年 1月23日  | 視覚効果賞                               | 『RRR』                                                                                       | ノミネート | [ 54 ]        |
| 第26回オンライン映画批評家協会賞                         | 2023年 1月23日  | 非英語作品賞                             | 『RRR』                                                                                       | ノミネート | [ 54 ]        |
| 第26回オンライン映画批評家協会賞                         | 2023年 1月23日  | スタント・コーディネーション賞           | 『RRR』                                                                                       | 受賞       | [ 54 ]        |
| 第26回オンライン映画批評家協会賞                         | 2023年 1月23日  | 歌曲賞                                   | 「ナートゥ・ナートゥ」                                                                        | 受賞       | [ 54 ]        |
| 第43回ロンドン映画批評家協会賞                           | 2023年 2月5日   | 外国語映画賞                             | 『RRR』                                                                                       | ノミネート | [ 55 ] [ 56 ] |
| 第43回ロンドン映画批評家協会賞                           | 2023年 2月5日   | 技術功績賞                               | ニック・パウエル                                                                              | ノミネート | [ 55 ] [ 56 ] |
| 第23回バンクーバー映画批評家協会賞                       | 2023年 2月13日  | 外国語映画賞                             | 『RRR』                                                                                       | ノミネート | [ 57 ]        |
| 第16回ヒューストン映画批評家協会賞                       | 2023年 2月18日  | 作品賞                                   | 『RRR』                                                                                       | ノミネート | [ 58 ] [ 59 ] |
| 第16回ヒューストン映画批評家協会賞                       | 2023年 2月18日  | 外国語映画賞                             | 『RRR』                                                                                       | 受賞       | [ 58 ] [ 59 ] |
| 第16回ヒューストン映画批評家協会賞                       | 2023年 2月18日  | 歌曲賞                                   | 「ナートゥ・ナートゥ」                                                                        | 受賞       | [ 58 ] [ 59 ] |
| 第16回ヒューストン映画批評家協会賞                       | 2023年 2月18日  | 視覚効果賞                               | 『RRR』                                                                                       | ノミネート | [ 58 ] [ 59 ] |
| 第16回ヒューストン映画批評家協会賞                       | 2023年 2月18日  | スタント・コーディネーション・チーム賞   | 『RRR』                                                                                       | 受賞       | [ 58 ] [ 59 ] |
| ドリアン賞                                               | 2023年 2月23日  | 非英語作品賞                             | 『RRR』                                                                                       | 受賞       | [ 60 ]        |
| ドリアン賞                                               | 2023年 2月23日  | 音楽賞                                   | M・M・キーラヴァーニ                                                                          | ノミネート | [ 60 ]        |
| ドリアン賞                                               | 2023年 2月23日  | 視覚効果賞                               | 『RRR』                                                                                       | ノミネート | [ 60 ]        |
| ドリアン賞                                               | 2023年 2月23日  | キャンピスト映画賞                       | 『RRR』                                                                                       | ノミネート | [ 60 ]        |
| 第1回ハリウッド批評家協会クリエイティブ・アーツ賞        | 2023年 2月24日  | 編集賞                                   | A・シュリーカル・プラサード                                                                   | ノミネート | [ 61 ] [ 62 ] |
| 第1回ハリウッド批評家協会クリエイティブ・アーツ賞        | 2023年 2月24日  | 歌曲賞                                   | - ラーフル・シプリガンジ - カーラ・バイラヴァ - 「ナートゥ・ナートゥ」                        | 受賞       | [ 61 ] [ 62 ] |
| 第1回ハリウッド批評家協会クリエイティブ・アーツ賞        | 2023年 2月24日  | スタント賞                               | 『RRR』                                                                                       | 受賞       | [ 61 ] [ 62 ] |
| 第1回ハリウッド批評家協会クリエイティブ・アーツ賞        | 2023年 2月24日  | 視覚効果賞                               | V・スリニヴァス・モハン                                                                       | ノミネート | [ 61 ] [ 62 ] |
| 第6回ハリウッド批評家協会映画賞                          | 2023年 2月24日  | 作品賞                                   | 『RRR』                                                                                       | ノミネート | [ 63 ] [ 64 ] |
| 第6回ハリウッド批評家協会映画賞                          | 2023年 2月24日  | 監督賞                                   | S・S・ラージャマウリ                                                                          | ノミネート | [ 63 ] [ 64 ] |
| 第6回ハリウッド批評家協会映画賞                          | 2023年 2月24日  | アクション映画賞                         | 『RRR』                                                                                       | 受賞       | [ 63 ] [ 64 ] |
| 第6回ハリウッド批評家協会映画賞                          | 2023年 2月24日  | 国際映画賞                               | 『RRR』                                                                                       | 受賞       | [ 63 ] [ 64 ] |
| 第6回ハリウッド批評家協会映画賞                          | 2023年 2月24日  | スポットライト賞                         | 『RRR』キャスト                                                                               | 受賞       | [ 63 ] [ 64 ] |
| 第27回サテライト賞                                       | 2023年 3月3日   | コメディ・ミュージカル部門作品賞         | 『RRR』                                                                                       | ノミネート | [ 65 ] [ 66 ] |
| 第27回サテライト賞                                       | 2023年 3月3日   | 美術賞                                   | サーブ・シリル                                                                                | ノミネート | [ 65 ] [ 66 ] |
| 第27回サテライト賞                                       | 2023年 3月3日   | 主題歌賞                                 | 「ナートゥ・ナートゥ」                                                                        | ノミネート | [ 65 ] [ 66 ] |
| 第27回サテライト賞                                       | 2023年 3月3日   | 音響賞                                   | - ラグナート・ケミセッティ - ボロイ・クマール・ドロイ - ラーフル・カルプ                      | ノミネート | [ 65 ] [ 66 ] |
| 第27回サテライト賞                                       | 2023年 3月3日   | 視覚効果賞                               | V・スリニヴァス・モハン                                                                       | ノミネート | [ 65 ] [ 66 ] |
| 第46回日本アカデミー賞                                   | 2023年 3月10日  | 優秀外国作品賞                           | 『RRR』                                                                                       | 受賞       | [ 67 ]        |
| 第16回アジア・フィルム・アワード                         | 2023年 3月12日  | 視覚効果賞                               | V・スリニヴァス・モハン                                                                       | ノミネート | [ 68 ] [ 69 ] |
| 第16回アジア・フィルム・アワード                         | 2023年 3月12日  | 音響賞                                   | アシュウィン・ラージャシェーカル                                                              | ノミネート | [ 68 ] [ 69 ] |
| 第95回アカデミー賞                                       | 2023年 3月12日  | 歌曲賞                                   | - M・M・キーラヴァーニ - チャンドラボース - 「ナートゥ・ナートゥ」                            | 受賞       | [ 70 ] [ 11 ] |
| 第3回クリティクス・チョイス・スーパー・アワード          | 2023年 3月16日  | アクション映画賞                         | 『RRR』                                                                                       | ノミネート | [ 71 ]        |
| 第3回クリティクス・チョイス・スーパー・アワード          | 2023年 3月16日  | アクション映画主演男優賞                 | ラーム・チャラン                                                                              | ノミネート | [ 71 ]        |
| 第3回クリティクス・チョイス・スーパー・アワード          | 2023年 3月16日  | アクション映画主演男優賞                 | N・T・ラーマ・ラオ・ジュニア                                                                  | ノミネート | [ 71 ]        |
| MTVムービー&TVアワード                                   | 2023年 5月7日   | ミュージカル・シーン賞                   | 「ナートゥ・ナートゥ」                                                                        | ノミネート | [ 72 ] [ 73 ] |
| ゴールデン・トレーラー賞                                 | 2023年 6月29日  | 外国語映画トレーラー賞                   | - 『RRR』 - 「RRRe-Release」                                                                  | 受賞       | [ 74 ] [ 75 ] |